# Love Crushed Velvet
Love Crushed Velvet est un groupe de rock américain.

## Histoire
Le chanteur et compositeur A.L.X. fonde le groupe à New York en 2008 avec le batteur Thommy Price. Jimi Bones rejoint le groupe en tant que guitariste principal, et Enzo Penizzotto en devient le bassiste principal. Le premier album éponyme du groupe est enregistré au Shabby Road Studio et au Kingsland Recording à Brooklyn et dans le studio de Brian McGee. Le producteur et ingénieur britannique Dave Bascombe mixe l'album, qui est officiellement sorti aux États-Unis le 12 juillet 2011.
La composition du groupe varie selon les concerts, A.L.X. étant le membre clé et constant. La claviériste Linda Leseman joue avec lui à New York depuis mai 2010. En 2011, les batteurs Aaron A. Brooks et Massimo « Max » Majorana, ainsi que le guitariste Jay Stone, partenaire d'écriture de longue date d'A.L.X., jouent également en live avec le groupe. Les bassistes Drew Mortali et Darren Korb, tous deux présents sur l'album, ont également joué en live avec le groupe.
Début 2011, la chanson Letter, remixée par DJ Asha et 2 a.m., devient un hit viral sur les blogs de musique électronique,,,,. En juillet de la même année, Goodbye Goldblatt apparaît dans le jeu vidéo Rock Band 3.

## Discographie
- 2011 : Love Crushed Velvet
- 2013 : Delusions
- 2015 : Firefly: The Pilbara Anthems
- 2022 : Souls and the Barren Heart
- 2024 : Ping Pong in the Bunker